# Iwanowka (Kaliningrad, Polessk)
Iwanowka (russisch Ивановка, deutsch Adlig Bärwalde, Groß Bärwalde, Imbärwalde, Klein Bärwalde, Neu Bärwalde, Klein Ernstburg und Goltzhausen) ist der gemeinsame Name von sieben ursprünglich eigenständigen Ortschaften in der russischen Oblast Kaliningrad. Iwanowka gehört zur kommunalen Selbstverwaltungseinheit Stadtkreis Polessk im Rajon Polessk. Die Ortsstellen Imbärwalde, Klein Bärwalde, Klein Ernstburg und Goltzhausen sind verlassen.

## Geographische Lage
Iwanowka mit seinen kleinen verstreut liegenden Ortschaften liegt zwischen sieben und zehn Kilometern südlich der Stadt Labiau (russisch: Polessk) im westlichen Ufergebiet der Deime (russisch: Deima). Durch das Ortsgebiet verlaufen zwei Nebenstraßen, die von Polessk bzw. Tjulenino (Viehof) kommend nach Slawinsk (Goldbach) führen bzw. in Iwanowka (Adlig Bärwalde) selbst enden. Eine Bahnanbindung besteht lediglich über den Stadtbahnhof in Polessk an der Bahnstrecke Kaliningrad–Sowetsk (Königsberg–Tilsit).

## Geschichte

### Adlig Bärwalde
Im Jahre 1403 wurde Berwalde das erste Mal urkundlich erwähnt. Der später aus einem Gut und einem Vorwerk bestehende Ort fungierte ab 1874 als Amtsdorf und war namensgebend für den neu errichteten Amtsbezirk Bärwalde, der bis 1945 bestand und zum Kreis Labiau im Regierungsbezirk Königsberg der preußischen Provinz Ostpreußen gehörte. Im Jahre 1910 waren im Gutsbezirk Adlig Bärwalde 207 Einwohner registriert.
Am 30. September 1928 verlor Adlig Bärwalde seine Eigenständigkeit und wurde in die Nachbargemeinde Friedrichsburg (heute russisch: Furmanowka) eingegliedert. In Kriegsfolge kam der Ort 1945 mit dem nördlichen Ostpreußen zur Sowjetunion. Aus deutscher Zeit haben einige Wohnhäuser überdauert, so auch Wirtschaftsgebäude des Gutes und Mausoleumsreste auf dem verwilderten Friedhof.

#### Amtsbezirk Bärwalde (1874–1945)
Der am 9. April 1874 neu errichtete Amtsbezirk Bärwalde umfasste anfangs zehn Gutsbezirke (GB) bzw. Landgemeinden (LG):
| Name                                               | Russischer Name | Bemerkungen                                                                         |
| -------------------------------------------------- | --------------- | ----------------------------------------------------------------------------------- |
| Adlig Bärwalde (GB)                                | Iwanowka        | 1928 in die LG Friedrichsburg eingegliedert                                         |
| Adlig Bielkenfeld (GB), ab 1916: Adlig Goltzhausen | Iwanowka        | 1928 Umwandlung bzw. Umbenennung in Landgemeinde Goltzhausen                        |
| Groß Bärwalde (LG)                                 | Iwanowka        | 1928 in die LG Friedrichsburg eingegliedert                                         |
| Groß Pöppeln (LG)                                  | Retschki        |                                                                                     |
| Imbärwalde (GB)                                    | Iwanowka        | 1928 in die LG Groß Pöppeln eingegliedert                                           |
| Klein Bärwalde (LG)                                | Iwanowka        | 1928 in die LG Groß Pöppeln eingegliedert                                           |
| Langenberg (GB)                                    |                 | 1905 in die LG Alt Pustlauken (Amtsbezirk Pareyken) eingegliedert                   |
| Neu Bärwalde (LG)                                  | Iwanowka        | 1928 in die LG Goltzhausen eingegliedert                                            |
| Pöppeln, Forst (GB)                                |                 | 1902 in „Klein Naujock, Forst“ umbenannt, 1928 in die LG Groß Pöppeln eingegliedert |
| Thegenwalde (GB)                                   |                 | 1903 in den GB Friedrichsburg eingegliedert                                         |
| ab 1903: Friedrichsburg (GB)                       | Furmanowka      | 1928 in eine Landgemeinde umgewandelt                                               |

Am 1. Januar 1945 bestand der Amtsbezirk Bärwalde lediglich noch aus drei Gemeinden: Friedrichsburg, Goltzhausen und Groß Pöppeln.

### Groß Bärwalde
Das einstige Beerwalde bestand vor 1945 lediglich aus ein paar großen Höfen. 1874 kam die Landgemeinde in den Amtsbezirk Bärwalde im Kreis Labiau und Regierungsbezirk Königsberg der preußischen Provinz Ostpreußen. Im Jahre 1910 lebten in Groß Bärwalde 51 Menschen. Wie Adlig Bärwalde kam auch Groß Bärwalde am 30. September 1928 zur Landgemeinde Friedrichsburg (russisch: Furmanowka) und dann 1945 zur Sowjetunion.

### Imbärwalde
Der Gutsort Imbärwalde kam 1874 zum Amtsbezirk Bärwalde im Kreis Labiau im Regierungsbezirk Königsberg der preußischen Provinz Ostpreußen. Im Jahre 1910 zählte der Gutsbezirk Imwalde lediglich neun Einwohner. Am 30. September 1928 wurde das Dorf in die Landgemeinde Groß Pöppeln (heute russisch: Retschki) eingemeindet und kam 1945 mit dem nördlichen Ostpreußen zur Sowjetunion.

### Klein Bärwalde
Klein Bärwalde, das wie seine Nachbarorte 1874 in den Amtsbezirk Bärwalde im Kreis Labiau im Regierungsbezirk Königsberg der preußischen Provinz Ostpreußen einbezogen wurde, war 1910 Heimat für 34 Menschen und bestand vor 1945 im Grunde nur aus einem großen Hof. Am 30. September 1928 wurde das Dorf in die Landgemeinde Groß Pöppeln eingemeindet, mit der es 1945 zur Sowjetunion kam.

### Neu Bärwalde
Neu Bärwalde gehörte wie seine Nachbarorte ab 1874 zum Amtsbezirk Bärwalde im Kreis Labiau im Regierungsbezirk Königsberg der preußischen Provinz Ostpreußen. Hier waren im Jahre 1910 101 Einwohner gemeldet. Am 30. September 1928 wurde Neu Bärwalde, das damals aus ein paar großen und kleinen Höfen bestand, in die Nachbargemeinde Goltzhausen (bis 1916: Bielkenfeld) eingemeindet. 1945 folgte die Überführung in die sowjetische Verwaltung.

### Klein Ernstburg
Klein Ernstburg, das vor 1945 lediglich aus einem kleinen Gehöft bestand, war zeit seiner Geschichte – wie auch der kleine Ort Groß Ernstburg, heute nicht mehr existent – ein Wohnplatz im Gutsbezirk Adlig Bärwalde. Mit dieser seiner Muttergemeinde kam es 1928 zur Landgemeinde Friedrichsburg (Furmanowka) und dann 1945 zur Sowjetunion.

### Goltzhausen
Als Gutsdorf Adlig Bielkenfeld wurde der Ort 1874 in den Amtsbezirk Bärwalde aufgenommen und bildete bis 1945 eine eigenständige Kommune im Kreis Labiau im Regierungsbezirk Königsberg der preußischen Provinz Ostpreußen. Im Jahre 1910 waren hier 46 Einwohner gemeldet. Zu Ehren des aus Adlig Bielkenfeld gebürtigen preußischen Generalfeldmarschalls und Militärschriftstellers Colmar von der Goltz wurde der Ort am 24. Januar 1916 in „Adlig Goltzhausen“ umbenannt. Am 30. September 1928 vergrößerte sich der Ort um das Dorf Neu Bärwalde, das eingemeindet wurde. Mit gleichem Datum wurde der Gutsbezirk Adlig Goltzhausen in eine Landgemeinde umgewandelt, die ab sofort lediglich noch – ohne Zusatz – Goltzhausen hieß. Hier waren 1933 insgesamt 127 Einwohner eingetragen, sechs Jahre später waren es noch 109. In Kriegsfolge kam dann auch Goltzhausen mit dem nördlichen Ostpreußen zur Sowjetunion.

### Iwanowka
Nach Zuordnung aller sieben Orte zur Sowjetunion im Jahre 1945 wurden sie im Jahr 1947 unter der russischen Bezeichnung Iwanowka zusammengefasst. Gleichzeitig wurde Iwanowka in den Dorfsowjet Nowoderewenski selski Sowet im Rajon Polessk eingeordnet und gelangte später in den Tjuleninski selski Sowet. Von 2008 bis 2016 gehörte der Ort zur Landgemeinde Turgenewskoje selskoje posselenije und seither zum Stadtkreis Polessk.

## Persönlichkeiten
- Hermann von Knobloch (1833–1898), Rittergutsbesitzer aus und in Bärwalde sowie Mitglied des Deutschen Reichstags
- Colmar von der Goltz (* 12. August 1843 in Adlig Bielkenfeld; † 1916), preußischer Generalfeldmarschall, Militärhistoriker und -schriftsteller

## Kirche
Wie nahezu allerorts in Ostpreußen war auch Adlig-, Groß-, Klein-, Neu Bärwalde sowie Imbärwalde, außerdem in Klein Ernstburg und Goltzhausen, die Bevölkerung fast ausnahmslos evangelischer Konfession. Die Orte gehörten zum Kirchspiel der Stadtkirche Labiau (russisch: Polessk) innerhalb des Kirchenkreises Labiau in der Kirchenprovinz Ostpreußen der Kirche der Altpreußischen Union. Auch heute noch liegt Iwanowka mit seinen verstreuten Ortschaften im Einzugsgebiet der in den 1990er Jahren neu entstandenen evangelisch-lutherischen Gemeinde in Polessk, einer Filialgemeinde der Auferstehungskirche in Kaliningrad (Königsberg), der Hauptkirche der Propstei Kaliningrad der Evangelisch-lutherischen Kirche Europäisches Russland.